# Iso Koirajärvi (sjö i Jämsä, Mellersta Finland)
Iso Koirajärvi är en sjö i kommunen Jämsä i landskapet Mellersta Finland i Finland. Arean är 44 hektar och strandlinjen är 3,62 kilometer lång. Sjön  ingår i Kymmene älvs huvudavrinningsområde.   Den ligger omkring 26 kilometer sydväst om Jyväskylä och omkring 220 kilometer norr om Helsingfors. 